# Annika Lurz
Annika Lurz (geboren als Annika Liebs, Karlsruhe (Baden-Württemberg), 6 september 1979) is een Duitse zwemster. Ze vertegenwoordigde haar vaderland op de Olympische Zomerspelen 2008 in Peking, China. Lurz is getrouwd met haar trainer (Stefan Lurz), de broer van collega-zwemmer Thomas Lurz.

## Zwemcarrière
Bij haar internationale debuut, op de EK kortebaan 2003 in Dublin, Ierland, eindigde Lurz als zesde op de 200 meter rugslag. Op de EK kortebaan 2004 in de Oostenrijkse hoofdstad Wenen bereikte de Duitse de achtste plaats op de 200 meter rugslag. Tijdens de Wereldkampioenschappen zwemmen 2005 in Montréal, Canada strandde Lurz in de halve finales van de 200 meter rugslag. Op de 4x100 meter vrije slag veroverde ze samen met Petra Dallmann, Antje Buschschulte en Daniela Götz de zilveren medaille. Op de EK kortebaan 2005 in Triëst, Italië sleepte de Duitse de bronzen medaille in de wacht op de 200 meter rugslag. In Shanghai, China nam Lurz deel aan de WK kortebaan 2006, op dit toernooi veroverde ze de bronzen medaille op de 200 meter vrije slag en eindigde ze als achtste op de 200 meter rugslag. Tijdens de Europese kampioenschappen zwemmen 2006 in Boedapest, Hongarije sleepte de Duitse de zilveren medaille in de wacht op de 200 meter vrije slag. Samen met Petra Dallmann, Daniela Götz en Britta Steffen veroverde ze de Europese titel op de 4x100 meter vrije slag, het kwartet verbeterde tevens het wereldrecord. Op de 4x200 meter vrije slag verbeterde ze samen met Petra Dallmann, Daniela Samulski en Britta Steffen het wereldrecord, door deze prestatie legde het kwartet beslag op de Europese titel. Op de EK kortebaan 2006 in Helsinki, Finland eindigde Lurz als vierde op zowel de 200 als de 400 meter vrije slag, samen met Daniela Samulski, Daniela Götz en Meike Freitag sleepte ze de bronzen medaille in de wacht op de 4x50 meter vrije slag.

### 2007-heden
In Melbourne, Australië nam de Duitse deel aan de Wereldkampioenschappen zwemmen 2007, op dit toernooi veroverde ze de bronzen medaille op de 200 meter vrije slag. Samen met Meike Freitag, Britta Steffen en Petra Dallmann sleepte ze de zilveren in de wacht op de 4x200 meter vrije slag, op de 4x100 meter vrije slag eindigde ze samen met Petra Dallmann, Daniela Samulski en Britta Steffen op de vierde plaats. Tijdens de Olympische Zomerspelen van 2008 in Peking, China werd Lurz uitgeschakeld in de series van de 200 meter vrije slag. Samen met Meike Freitag, Petra Dallmann en Daniela Samulski strandde ze in de series van de 4x200 meter vrije slag.